# Острівка (Миколаївський район)
Острі́вка (до 1946 — Маріцино) —  село в Україні, у Куцурубській сільській громаді Миколаївського району Миколаївської області. Населення становить 273 особи.

## Населення

### Мова
Розподіл населення за рідною мовою за даними перепису 2001 року:
| Мова       | Кількість | Відсоток |
| ---------- | --------- | -------- |
| українська | 223       | 81.68%   |
| гагаузька  | 21        | 7.69%    |
| російська  | 16        | 5.86%    |
| румунська  | 11        | 4.03%    |
| німецька   | 1         | 0.37%    |
| польська   | 1         | 0.37%    |
| Усього     | 273       | 100%     |

## Історія
Серед населення хутора Маріцино (інша назва Лінке) переважали українці та німці. Населення: 27 (1887 р.), 12 (1896 р.), 52 (1916 р.), 256 (1926 р.).
В 1946 р. указом Президії Верховної ради УРСР хутір Маріцино перейменовано в село Острівка.